# Ocythoidae
Ocythoidae је породица главоножаца.

## Карактеристике
Као и код других представника реда хоботница, тело је кесичасто и релативно кратко, без бочних пераја. Ову породицу одликује полни диморфизам; женке немају љуштуру и изразито су веће од својих мужјака. Пипака има осам и међу собом су код женки неједнаке величине. Једна ручица, тзв. хектокотилизирана је дужа у односу на друге и откида се приликом оплођења.